# 阿爾托聖胡安山
33°28′7″S 69°48′54″W / 33.46861°S 69.81500°W
阿爾托聖胡安山（西班牙語：Cerro Alto San Juan），是南美洲的山峰，位於阿根廷和智利的聖地亞哥首都大區之間，屬於安第斯山脈的一部分，海拔高度6,148米，人類在1944年首次登頂。